# Frank Wead

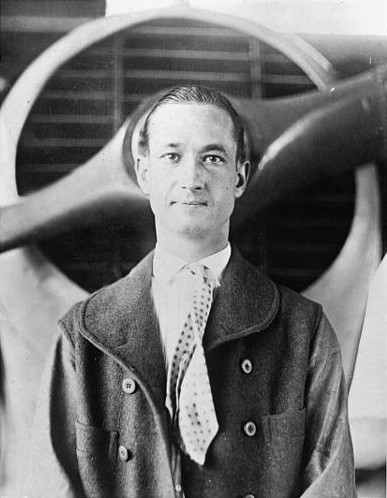
Frank Wilber „Spig“ Wead (1923)

Frank Wilber „Spig“ Wead (* 24. Oktober 1895 in Peoria, Illinois; † 15. November 1947 in Santa Monica, Kalifornien) war ein US-amerikanischer Marineflieger der US Navy und Schriftsteller, dessen Romane mehrfach verfilmt wurden und der 1939 sowohl für den Oscar für die beste Originalgeschichte als auch für den Oscar für das beste Drehbuch nominiert war. Sein eigenes Leben wurde 1957 in der Filmbiografie Dem Adler gleich von John Ford mit John Wayne in der Hauptrolle verfilmt.

## Leben

### Offizier der US Navy und Erster Weltkrieg
Nach dem Schulbesuch absolvierte Wead als Midshipman die US Naval Academy und wurde nach deren Abschluss am 29. Mai 1916 als Leutnant zur See (Ensign) in die US Navy aufgenommen. Drei Tage später trat er seine erste Verwendung auf See an, und zwar auf der USS San Diego (ACR-6), einem Panzerkreuzer der Pennsylvania-Klasse, die zu der Zeit in Guaymas in Mexiko vor Anker lag. Zusammen mit John D. Price, der später Vizeadmiral und zuletzt Vize-Chef für Marineoperationen für die Marineflieger (Vice Chief of Naval Operations for Air) war, trat er später während des Ersten Weltkrieges Dienst an Bord des Panzerkreuzers USS Pittsburgh (ACR-4) an und erfuhr dort am 10. Juni 1917 die traditionelle Äquatortaufe.
Nachdem er anschließend mit diesem Panzerkreuzer einige Monate im Hafen von Rio de Janeiro stationiert und am 17. Oktober 1917 mit dem Truppentransporter USS Zeelandia (ID-2507) nach New York City verlegt wurde, trat er Anfang 1918 als Oberleutnant zur See (Lieutenant Junior Grade) seinen Dienst auf dem Minenleger USS Shawmut (CM-4) an, wo er an Minenlegeoperationen in der Nordsee, der sogenannten „North Sea Mine Barrage“, zwischen Orkney und Norwegen teilnahm. Für seine Einsätze während des Ersten Weltkrieges wurde er mit der Mexican Service Medal sowie der World War I Victory Medal ausgezeichnet. Nach dem 1918 geschlossenen Waffenstillstand von Compiègne wurde die USS Shawmut ins Boston Naval Shipyard verlegt.

### Ausbildung zum Marineflieger, Flugrekorde und Unfall

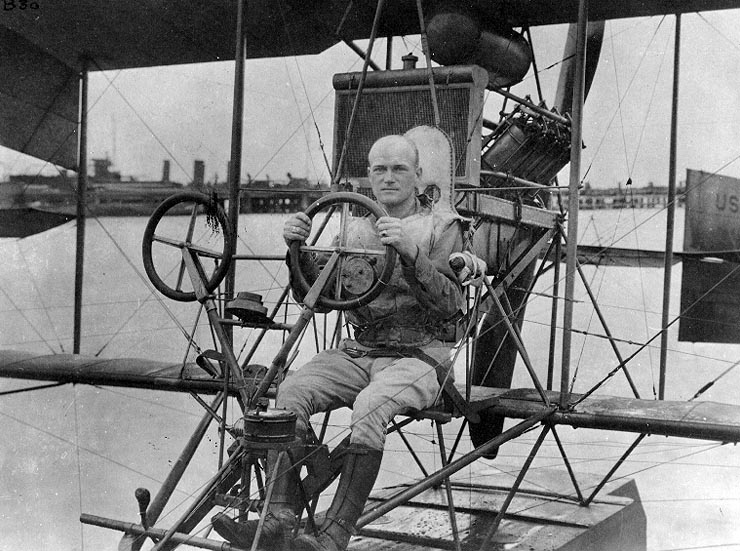
Marc Andrew Mitscher als junger Pilot (1916)

Dort wurde Wead einem Kommando von Marineballons unterstellt und nahm nach dem 15. Februar 1919 an zahlreichen Luftoperationen teil, wodurch sein Interesse für die Luftfahrt geweckt wurde. Auf Empfehlung des damaligen Lieutenant Commander Marc Andrew Mitscher, einem Pionier der US-amerikanischen Marineflieger, wurde er anschließend ab dem 15. September 1919 als Teilnehmer des ersten Jahrgangs nach dem Ersten Weltkrieg auf dem Militärflugplatz der Naval Air Station Pensacola zum Marineflieger ausgebildet. Nach Abschluss der Pilotenausbildung am 17. April 1920 erfolgte seine Ernennung zum Marineflieger (Naval Aviator) und die Anheftung des Flugzeugführerabzeichens durch seine Ehefrau Minnie „Min“ Wead.
Ein Jahr später wurde er am 21. April 1921 zum Minenleger USS Aroostook (CM-3) in der Naval Air Station North Island verlegt und flog dort das zweisitzige Marineflugzeug vom Typ Aeromarine 39 sowie Flugboote vom Typ Felixstowe F.5L. Im Frühjahr 1923 fand er Verwendung als Pilot für Küstenflüge im Marinestützpunkt Naval Support Facility Anacostia in Anacostia bei Washington, D.C. In der Folgezeit förderte er Flugwettbewerbe innerhalb der US-Streitkräfte, und zwar insbesondere Luftrennen und Geschwindigkeitswettbewerbe gegen die Heeresflieger-Mannschaft unter der Führung von James Harold Doolittle.
Durch diese Wettbewerbe wuchs auch das öffentliche Interesse an der Militärfliegerei und dadurch auch die finanzielle Förderung der Fliegerverbände der einzelnen Teilstreitkräfte durch den US-Kongress. Im September 1923 gehörte Wead als Mannschaftskapitän zur Mannschaft der US Navy, die nach Cowes auf der Isle of Wight reiste, um von dort aus an der nach Jacques Schneider benannten Schneider-Trophy teilzunehmen, einem Wettbewerb für Wasserflugzeuge. Nachdem David Rittenhouse als Pilot einer Curtiss CR-3 das Rennen für die Mannschaft der US Navy gewonnen hatte, fand dieses 1925 erstmals in den USA in Baltimore statt und wurde dort von James Harold Doolittle gewonnen.
Im Jahr darauf traf Wead im Marinestützpunkt Anacostia auch auf seinen Lehrgangskameraden von der US Naval Academy, Kapitänleutnant John D. Price, und stellte mit diesem am 22. und 23. Juni 1924 mehrere Rekorde für Wasserflugzeuge auf. Auf einer Curtiss CS-2 mit einem Wright T-3 Tornado-Motor brach er mit 963,123 Meilen nicht nur einen neuen Streckenrekord, sondern mit 13 Stunden 23 Minuten und 15 Sekunden auch einen neuen Flugzeitrekord sowie drei Geschwindigkeitsrekorde, und zwar für 500 Kilometer (73,41 Meilen pro Stunde), 1000 Kilometer (74,27 Meilen pro Stunde) sowie 1500 Kilometer (74,17 Meilen pro Stunde). Am 11. und 12. Juli 1924 verbesserten er und Price diese Rekorde erneut, als sie ebenfalls auf einer Curtis CS-2 mit einem Wright T-3 Tornado-Motor mit 994,19 Meilen einen neuen Streckenrekord sowie mit 14 Stunden 53 Minuten und 44 Sekunden einen neuen Flugzeitrekord aufstellten.
In den folgenden Jahren war er weiterhin als Testpilot der US Navy tätig, ehe er bei einem Sturz auf der Treppe seines Hauses in Coronado einen Genickbruch erlitt und dadurch gelähmt war.

### Schriftstellerische Laufbahn, Oscar-Nominierungen und Zweiter Weltkrieg
Während der darauf folgenden Erholungsphase begann Wead seine schriftstellerische Laufbahn, in dem er von seinen Kriegs- und Pilotenerfahrungen Sachbücher zur Luftfahrt sowie autobiografisch geprägte Romane, Erzählungen und Drehbücher verfasste, die später auch in Hollywood verfilmt wurden.
Bei der Oscarverleihung 1938 war er gleich zwei Mal nominiert: Zum einen für den Oscar für die beste Originalgeschichte für den auf seiner Erzählung Test Pilot basierenden Abenteuerfilm Der Testpilot (Test Pilot, 1938) von Victor Fleming mit Clark Gable, Myrna Loy und Spencer Tracy in den Hauptrollen, zum anderen erhielt er zusammen mit Ian Dalrymple und Elizabeth Hill eine Nominierung für den Oscar für das beste adaptierte Drehbuch für den von King Vidor inszenierten Spielfilm Die Zitadelle (The Citadel, 1938) mit den Hauptdarstellern Robert Donat, Rosalind Russell und Ralph Richardson.
Daneben veröffentlichte er auch Kurzgeschichten in bekannten Zeitschriften wie The Saturday Evening Post und The American Magazine.
Während des Zweiten Weltkrieges wurde Wead wieder im Juli 1943 in den aktiven Militärdienst aufgenommen und plante im Range eines Lieutenant Commander den Einsatz von Geleitflugzeugträgern. Zunächst befand er sich als Planungsoffizier an Bord des Flugzeugträgers Yorktown sowie später auf dem Flugzeugträger Essex und nahm dort an verschiedenen Gefechtseinsätzen im Pazifikkrieg wie der Schlacht um die Gilbertinseln im November 1943 sowie der Schlacht um die Marshallinseln im Januar und Februar 1944, ehe er im Juli 1944 wieder aus dem aktiven Militärdienst entlassen wurde. Für seine Verdienste im Zweiten Weltkrieg wurde er erneut ausgezeichnet und erhielt neben dem Legion of Merit auch die Asiatic-Pacific Campaign Medal sowie die World War II Victory Medal.
Neun Jahre nach seinem Tod im Jahr 1947 verfilmte John Ford, der auch sein persönlicher Freund war, mit John Wayne in der Hauptrolle 1956 das Leben von Wead in dem Film Dem Adler gleich. In weiteren Rollen waren Dan Dailey als „Jughead“ Carson, Maureen O’Hara als seine Ehefrau Min Wead sowie Ken Curtis als John Dale Price zu sehen.

## Veröffentlichungen
- Types of aircraft and materials (= International Textbook Company. Bluebooks 566). International Textbook Company, Scranton PA 1931.
- Wings for men. The Century Co., New York NY u. a. 1931.
- Airplane parts and maintenance (= International Textbook Company. Bluebooks 567). International Textbook Company, Scranton PA 1931.
- History of aviation (= International Textbook Company. Bluebooks 592). International Textbook Company, Scranton PA 1935.
- Practical flying and meteorology (= International Textbook Company. Bluebooks 593). International Textbook Company, Scranton PA 1935.
- Ceiling zero. Warner Bros. Pictures, Hollywood CA 1935.
- Our greatest story-teller. The story of talking pictures. T. Nelson and Sons, New York NY 1936.
- Gales, ice and men. A biography of the steam barkentine Bear Dodd, Mead & Co., New York NY 1937.

## Filmografie (Auswahl)
- 1931: Das Luftschiff (Dirigible)
- 1932: Air Mail
- 1935: Stranded
- 1935: Helden von heute (West Point of the Air)
- 1936: China Clipper
- 1938: Höhe Null (Ceiling Zero)
- 1938: Der Testpilot (Test Pilot)
- 1938: Die Zitadelle (The Citadel)
- 1941: I Wanted Wings
- 1941: Dive Bomber
- 1945: Schnellboote vor Bataan (They Were Expandable)
- 1956: Dem Adler gleich (The Wings of Eagles)